# Potencial
Potenciál je skalarna fizikalna količina, ki se jo v vektorski analizi lahko kot skalarno polje pripiše nekaterim vrstam vektorskega polja. Potencial se veliko uporablja v fiziki.

## Matematična definicija
Naj bo {\displaystyle {\vec {\mathbf {F} }}} brezvrtinčno vektorsko polje (tudi potencialno polje) z zveznimi parcialnimi odvodi. Tedaj lahko potencial V polja {\displaystyle {\vec {\mathbf {F} }}} glede na izbrano točko {\displaystyle {\vec {\mathbf {r} }}_{0}} definiramo kot integral po poti:
{\displaystyle V({\vec {\mathbf {r} }})=\int _{{\vec {\mathbf {r} }}_{0}}^{\vec {\mathbf {r} }}{\vec {\mathbf {F} }}\cdot d{\vec {\mathbf {r'} }}\!\,.}
Pri tem je {\displaystyle {\vec {\mathbf {r} }}} nema spremenljivka integracije. Pokazati se da, da takšno skalarno polje obstaja za vsako brezvrtinčno vektorsko polje.
Po osnovnem izreku matematične analize se lahko alternativno definira V kot skalarno polje, ki zadošča poogoju:
{\displaystyle {\vec {\mathbf {F} }}=\nabla V\!\,.}
Ta definicija določa potencial V do aditivne konstante natančno, saj dodatna konstantna vrednost ne vpliva na gradient funkcije. Ta poljubnost pri določitvi potenciala leži v prvem primeru v izbiri točke {\displaystyle {\vec {\mathbf {r} }}_{0}}.